# إيفان ستيغر
إيفان ستيغر (بالألمانية: Ivan Steiger) (و. 1939  م) هو رسام توضيحي، وكاتب، ورسام ألماني، ولد في براغ.

## جوائز
حصل على جوائز منها:
- ميدالية الاستحقاق التشيكية  [لغات أخرى]‏ (28 أكتوبر 2009)[10]
- وسام الصليب من رتبة استحقاق من جمهورية ألمانيا الاتحادية

## روابط خارجية
- إيفان ستيغر على موقع IMDb (الإنجليزية)
- إيفان ستيغر على موقع مونزينجر (الألمانية)
- إيفان ستيغر على موقع قاعدة بيانات الفيلم (الإنجليزية)